# Глаголев, Павел Алексеевич
Павел Алексеевич Глаголев (1896—1972) — советский учёный, педагог. Специалист в области морфологии сельскохозяйственных животных, доктор биологических наук.

## Биография
Родился в Тульской губернии. Среднее образование получил в Туле. В 1916 году поступил на славяно-русское отделение историко-филологического факультета Московского университета. В 1918 году, оставив учёбу, переехал в деревню Турдей Ефремовского уезда, где преподавал литературу в школе. Принимал активное участие в общественно-политической жизни Ефремова. В 1921-1925 годах учился в Московском ветеринарном институте (МВИ), затем работал заведующим ветеринарным участком в Можайском районе Московской области. В 1930 году вернулся в МВИ на преподавательскую работу.
Ученик анатома А. Ф. Климова.Заведовал кафедрами в ряде вузов (Иркутский сельскохозяйственный институт, 1932-1934 годы; Военно-ветеринарная академия, 1936-1944 годы; Московский зоотехнический институт коневодства,1945-1952 годы). В 1952—1972 годах — заведующий кафедрой анатомии, гистологии и эмбриологии с.-х. животных ТСХА. Доктор биологических наук, профессор.
Развил учение П. Ф. Лесгафта о разных по функциям типах мышц. Автор более 300 работ по анатомии млекопитающих и птиц, посвящённых различным направлениям сравнительной анатомии сельскохозяйственных животных.

## Сочинения
- Анатомия сельскохозяйственных животных с основами гистологии и эмбриологии [Текст] : [Для зоотехн. ин-тов и фак.] / П. А. Глаголев, В. И. Ипполитова. — Москва : Сельхозгиз, 1956. — 472 с., 10 л. ил. : ил.; 26 см. — (Учебники и учебные пособия для высших сельскохозяйственных учебных заведений).
- Основы анатомии и физиологии сельскохозяйственных животных [Текст] / Проф. П. А. Глаголев. — Москва : [б. и.], 1955. — 20 с. : ил.; 20 см. — (В помощь колхозникам, обучающимся на трехлетних агрозоотехнических курсах. Первый год обучения/ Глав. упр. с.-х. пропаганды и науки М-ва сельского хозяйства РСФСР).
- Анатомия сельскохозяйственных животных с основами гистологии и эмбриологии [Текст] : [Для зоотехн. фак. с.-х. вузов] / П. А. Глаголев, В. И. Ипполитова. — 3-е изд., перераб. и доп. — Москва : Колос, 1969. — 488 с., 6 л. ил. : ил.; 27 см. — (Учебники и учебные пособия для высших сельскохозяйственных учебных заведений).
- Анатомия сельскохозяйственных животных с основами гистологии и эмбриологии [Текст] : [Для зооинж. фак.] / П. А. Глаголев, В. И. Ипполитова ; Под ред. проф. И. А. Спирюхова и проф. В. Ф. Вракина. — 4-е изд., перераб. и доп. — Москва : Колос, 1977. — 480 с., 4 л. ил. : ил.; 25 см. — (Учебники и учебные пособия для высших сельскохозяйственных учебных заведений).
- Анатомия с/х животных с основами гистологии и эмбриологии — Москва, 1977.